# 斯巴斯坦·舒米爾
斯巴斯坦·舒米爾（Sébastien Schemmel，1975年6月2日—）是一名法國前足球運動員，位置為右後衛。

## 球會生涯
舒米爾出生在南錫，在被韋斯咸領隊哈利·列納簽下之前，他曾效力於南錫和梅斯。梅斯總裁卡爾羅·莫利納利曾抱怨舒米爾的性格，稱他的性格“驚人地不穩定”。舒米爾在2000年12月侮辱兩名記者後被從梅斯團隊中除名並被罰款，記者後來向警方提出正式投訴。
舒米爾在英超的第一個賽季，2001-02賽季，他獲得“韋斯咸年度最佳球員”獎。在韋斯咸期間，他參加2000-01年足總盃在奧脫福球場以1-0戰勝曼聯的比賽，並在聯賽對陣打比郡的比賽中射入一球。接下來的賽季舒米爾出現狀態下滑，這可能是由於家庭問題造成的。2003年，舒米爾離開韋斯咸加盟樸茨茅夫。在樸茨茅夫效力期間，他射入一球，幫助球會在足總盃以2-1戰勝黑池
。
在2004年12月被朴茨茅斯解約後，他在該賽季的剩餘時間加入勒阿弗爾，並在8場比賽中上陣。

## 榮譽

### 個人
- 韋斯咸年度最佳球員：2001–2002賽季

## 外部連結
- Sébastien Schemmel （页面存档备份，存于）在L'ÉQUIPE Football
- Football Memories